# Margreet van de Groenekan
Margaretha Caecilia (Margreet of Gé) van de Groenekan (Amsterdam, 7 mei 1922 – aldaar, 10 april 1997) was een Nederlands violist. Ze was getrouwd met Anton Kersjes, met wie ze het Kersjes en van de Groenekan Fonds stichtte.

## Levensloop
Van de Groenekan was dochter van cellist en contrabassist Herman Barend (Hems) van de Groenekan en Margaretha Bosboom. Ze speelde in het Gelders Orkest en zat daar naast Anton Kersjes, vanaf 1947 in het Utrechts Stedelijk orkest (eerste viool) en later in het Kunstmaand Orkest. Ze speelde ook in het Kossmann Kwartet met Annie Kossman (viool), Mieke Scager (altviool) en Marijke Helman (cello) en het Kwartet Caecilia met Jetty van Dranen-Feltzer (viool), Ans van Eldik-Thieme (alt) en Corry Jansen-Reden (cello).
Van de Groenekan en Kersjes trouwden in 1946. Op latere leeftijd zetten zij zich samen in voor de ontwikkeling van jong muzikaal talent. Zij richtten in 1994 het Kersjes van de Groenekan Fonds op dat jaarlijks de Kersjes van de Groenekan Prijs toekent.